# Ernesto Félix de la Vega Pujol
Ernesto Félix de la Vega Pujol nació en La Habana, Cuba, en 1957. Realiza estudios de arte en diferentes instituciones de EE. UU, Puerto Rico y España. 

## Exposiciones personales
- Inicia sus exposiciones personales el año 1984. "Experimento en temática religiosa" Galería Taller, D’Jerarez, San Juan, Puerto Rico.
- En 1995 "Los Hijos de Pedro Pan" Galería Latinoamericana, Casa de las Américas, La Habana, Cuba.

## Exposiciones colectivas
En las muestras colectivas se destacan:
- En el año 1994 "Paper Visions V: A Biennial Exhibition of Works on Paper by Thirty Contemporary Latin American Artists". The Housatonic Museum of Art, Bridgeport, Connecticut, Estados Unidos
- En 1997 "Recintos interiores" Sexta Bienal de La Habana 1997. Fortaleza de San Carlos de la Cabaña, La Habana, Cuba.

## Obras en colección
Sus principales colecciones se encuentran expuestas en:
- La Asociación de Artistas Plásticos de Cuba (UNEAC), La Habana, Cuba.
- The Bronx Council of the Arts, Longwood, Nueva York, Estados Unidos.
- Casa de las Américas, La Habana, Cuba.
- Cintas Foundation Fellows Collection, Nueva York, Estados Unidos.
- Museum of Art, Fort Lauderdale, Florida, Estados Unidos.
- El Museo del Barrio, Nueva York, Estados Unidos.
- University. FIU, Miami, Florida, Estados Unidos.

- Datos: Q5836862